# Curahnongko
Curahnongko is een bestuurslaag in het regentschap Jember van de provincie Oost-Java, Indonesië. Curahnongko telt 6165 inwoners (volkstelling 2010).